# Bouna (département)
Pour les articles homonymes, voir Bouna.
Le département de Bouna est un département de Côte d'Ivoire situé dans la région de Bounkani et rattaché administrativement au district du Zanzan.